# Де Вит (Небраска)
Де Вит (енгл. De Witt) град је у америчкој савезној држави Небраска.

## Демографија
По попису из 2010. године број становника је 513, што је 59 (-10,3%) становника мање него 2000. године.
| Група             | 2000.       | 2010.       |
| Белци             | 560 (97,9%) | 487 (94,9%) |
| Афроамериканци    | 1 (0,2%)    | 5 (1,0%)    |
| Азијати           | 2 (0,3%)    | 0 (0,0%)    |
| Хиспаноамериканци | 6 (1,0%)    | 15 (2,9%)   |
| Укупно            | 572         | 513         |